# You Shook Me
You Shook Me è un brano blues scritto da Willie Dixon e J. B. Lenoir.
Earl Hooker fu il primo ad incidere il brano in una versione strumentale che successivamente fu sovraincisa con gli inserti vocali da Muddy Waters nel 1962. A questa prima versione del brano parteciparono oltre a Earl Hooker (chitarra) e Muddy Waters (voce) anche J.T. Brown Ernest Cotton (sax tenore), Johnny "Big Moose" Walker (organo elettrico), Willie Dixon (basso) e Casey Jones (batteria).

## Versione dei Led Zeppelin
La canzone successivamente fu riproposta da vari musicisti rock fra cui Jeff Beck nel suo album Truth del 1968 e, nella sua versione più celebre, dai Led Zeppelin nel loro album di debutto Led Zeppelin del 1969.
Dal momento che la versione dei Led Zeppelin fu realizzata nel 1969, diversi mesi dopo quella di Jeff Beck, quest'ultimo li accusò di avergli rubato l'idea. Questo fatto, oltre a tutte le altre similitudini musicali fra i due album Truth e Led Zeppelin, portò ad un lungo dissidio fra Beck e Jimmy Page. Fino a quel momento i due erano stati legati da una forte amicizia durata anni, avendo precedentemente entrambi suonato come membri degli Yardbirds. Curiosamente, il bassista dei Led Zeppelin John Paul Jones durante il periodo in cui lavorava come turnista aveva suonato l'organo elettrico proprio nella versione di Beck. In diverse interviste rilasciate dai due, Jimmy Page ha sempre sostenuto di aver ignorato il fatto che Beck avesse già inciso You Shook Me e che la scelta di incidere la stessa canzone deriva dall'avere un'identica area musicale di provenienza e gusti molto simili; Beck ha sempre sostenuto di aver provato una grande rabbia per quanto accaduto visto che la sua You Shook Me era in onda continuamente su tutte le radio e quindi reputa improbabile che Page non l'avesse ascoltata almeno una volta.
Nella versione dei Led Zeppelin John Paul Jones ha inciso sia l'organo elettrico che il piano, Jimmy Page ha usato l'effetto eco inverso (di cui Page sostiene di essere l'inventore) unendo la voce urlante di Robert Plant alla sua chitarra. You Shook Me dei Led Zeppelin fu una delle loro prime canzoni ad includere la tecnica del call and response, mutuata dal blues. Fu suonata in tutte le performance dal vivo del gruppo fino al 1973 spesso fusa come parte di Whole Lotta Love.
Un'ulteriore versione è stata incisa da Page insieme ai The Black Crowes nel 1999 nell'album dal vivo Live at Greek.                             
Formazione:
Robert Plant: Voce
Jimmy Page: Chitarra
John Paul Jones: Basso, organo Hammond, fender Rhodes

## Cover
- Jeff Beck in Truth, 1968.
- Led Zeppelin in Led Zeppelin, 1969.
- Willie Dixon in I Am the Blues, 1970.
- B.B. King in Blues Summit, 1993.
- Mick Taylor in Live at 14 Below: Coastin' Home, 1995.
- Jimmy Page & The Black Crowes in Live at the Greek, 1999.
- George Lynch in Furious George, 2004.
- Bryan Adams in Tracks of My Years, 2014